# Animal, parte 1
Animal, parte 1 (estilizado como Animal, Pt. 1) es el segundo extended play (EP) de la cantante argentina María Becerra. Fue lanzado el 25 de febrero de 2021 a través de 300 Entertainment.
El extended play amplía el sonido urban de su predecesor, 222 (2019), al tiempo que incorpora elementos de reguetón, trap, R&B y salsa, y explora los temas del empoderamiento de la mujer, el amor y la lujuria. Incluye una colaboración con la cantante argentina Cazzu.

## Antecedentes
En septiembre de 2020, Becerra confirmó que había comenzado a trabajar en su primer álbum de estudio, en el que se avecinan colaboraciones con artistas argentinos.

## Sencillos
El primer sencillo del EP, «Animal», fue lanzado el 7 de enero de 2021, junto con un video musical. El video musical fue dirigido por Julián Levy y está filmado en una especie de galpón futurista ambientado con luces violetas y azules, en el que flotan asteroides y otras hierbas. La canción ocupó el quinto puesto en la lista Argentina Hot 100 de Billboard.
«Acaramelao» fue lanzado el 25 de febrero de 2021, el mismo día de la publicación completa del EP. La canción muestra la versatilidad de Becerra, con una mezcla de trap y salsa tropical, haciendo un homenaje en unas de sus coplas al cantante Luis Enrique y su tema «Yo no se mañana». Alcanzó el puesto número cuatro en la lista nacional Argentina Hot 100.

## Lista de canciones
Todas las canciones están producidas por Big One.
| N.º   | Título               | Escritor(es)                                                        | Duración |  |
| 1.    | «Animal» (con Cazzu) | Daniel Ismael Real Julieta Cazzuchelli María de los Ángeles Becerra | 3:24     |  |
| 2.    | «A solas»            | Real Becerra                                                        | 3:36     |  |
| 3.    | «Cerquita de ti»     | Becerra                                                             | 3:14     |  |
| 4.    | «Acaramelo»          | Real Becerra                                                        | 3:05     |  |
| 13:19 |                      |                                                                     |          |  |